# Bachem Ba 349 Natter
Bachem Ba 349 Natter är ett raketflygplan utvecklat av den tyska firman Bachem för tjänstgöring som jaktflygplan under slutet av andra världskriget. Flygplanet kom dock aldrig till insats.

## Konstruktion
Planets konstruktion är mycket okonventionell, inte bara på grund av sin raketdrift, utan också därför att den anpassats till Tysklands trängda situation både i strategiskt och materiellt hänseende. Ba 349 byggdes med enklast möjliga insats, utan att behöva start- och landningsbanor, och med metoder som krävde så små resurser som möjligt. Eftersom de tyska flygfälten lätt slogs ut av de allierade byggdes Ba 349 för att starta från en vertikal uppskjutningsramp som snabbt kunde upprättas där en sådan behövdes. Planet lyfte från rampen med hjälp av startraketer (inte helt olikt dagens rymdfärja) drivna med fast bränsle. Efter att det brutit igenom molnlagren tog en raketmotor med flytande bränsle över framdriften. I egenskap av jaktplan styrdes det mot de allierade bombplansflottorna med hjälp av en autopilot som mottog styrinformation via radiovågor från marken. Först när fiendeplanen kunde siktas tog piloten över styrningen och avfyrade raketer mot målen.
Efter att raketerna hade avfyrats försköts planets tyngdpunkt och blev i stort sett flygodugligt. Därför var det inte heller utrustat med landställ, utan piloten hoppade helt enkelt ur med fallskärm. På grund av Tysklands brist på material och råvaror var man tvungen att återanvända så mycket som möjligt, och motorn med andra metalldelar landade därför också med fallskärm. Övriga delar av planet var byggda i plywood, eftersom trä var en av få varor som man inte led brist på.
Den första Natter-prototypen blev färdig den 22 december 1944. Efter några obemannade provflygningar på övningsfältet Lager Heuberg vid Stetten am kalten Markt genomfördes den första bemannade flygningen den 1 mars 1945, men piloten Lothar Seibert förolyckades. Olycksorsaken angavs officiellt vara för svaga gängor i cockpithuven, men den egentliga orsaken har befunnits vara en startraket som inte lossnade. Flygledningen försökte få piloten att avlägsna raketen genom häftiga flygmanövrer, medan piloten försökte stiga till hög höjd för att därefter hoppa ut och rädda sig själv. Flygledningen övertalade piloten att istället stabilisera planet med hjälp av bromsfallskärmen, som dock kom i kläm på grund av startraketen. Olyckan skyldes över för att undvika ytterligare anpassningar av konstruktionen, och man gick så långt som att retuschera fotografier för att dölja sanningen.
På grund av tyskarnas trängda militära läge och den misslyckade provflygningen deltog Ba 349 Natter aldrig i kriget, men man hann med att bygga tre startramper i närheten av motorvägen vid Kirchheim unter Teck.
30 flygplan byggdes, varav 18 st användes för obemannade prov och två stycken havererade (varav en vid segelflygning och en under ovan beskriva bemannade flygning). Efter kriget brändes sex upp medan fyra beslagtogs av amerikanerna.
En replika av Natter finns att beskåda på Deutsches Museum i München.